# Insul
Insul település Németországban, Rajna-vidék-Pfalz tartományban. Lakosainak száma 465 fő (2023. december 31.).

## Népesség
A település népességének változása:
| Lakosok száma | 432  | 463  | 464  | 443  | 444  | 465  |
|               | 1975 | 2017 | 2019 | 2021 | 2022 | 2023 |